# Liste der Einträge im National Register of Historic Places im Bayfield County

Lage des Bayfield County in Wisconsin

Die Liste der Registered Historic Places im Bayfield County in Wisconsin führt alle Bauwerke und historischen Stätten im Bayfield County auf, die in das National Register of Historic Places aufgenommen wurden.

## Legende
| NRHP | Historic Place    |
| HD   | Historic District |

## Aktuelle Einträge
| [ 2 ] | Name                             | Bild                           | Eintragsdatum        | Lage                                                                                  | Ort                   | Beschreibung |
| ----- | -------------------------------- | ------------------------------ | -------------------- | ------------------------------------------------------------------------------------- | --------------------- | --- |
| 1     | Apostle Islands Lighthouses      | Apostle Islands Lighthouses    | 1977 ID-Nr. 77000145 | Apostle Islands 46° 59′ 38″ N, 90° 36′ 6″ W                                           | Bayfield              | Sechs bis 1856 errichtete Leuchttürme auf Michigan Island (zwei), Raspberry Island, Outer Island, Sand Island und Devils Island |
| 2     | Bank of Washburn                 | Bank of Washburn               | 1980 ID-Nr. 80000105 | Bayfield Street Ecke Central Avenue 46° 40′ 24″ N, 90° 53′ 29″ W                      | Washburn              | 1890 im neuromanischen Stil aus Sandstein errichtetes Bankgebäude; heute Museum |
| 3     | Bayfield County Courthouse       | Bayfield County Courthouse     | 1975 ID-Nr. 75000060 | 117 East 5th Street 46° 40′ 37″ N, 90° 53′ 33″ W                                      | Washburn              | 1894 aus Sandstein im neoklassizistischen Stil errichtetes Justiz- und Verwaltungsgebäude des Bayfield County |
| 4     | Bayfield Fish Hatchery           | Bayfield Fish Hatchery         | 1981 ID-Nr. 81000033 | WI State Highway 13 46° 47′ 10″ N, 90° 51′ 49″ W                                      | Salmo                 | 1897 im Queen Anne-Stil errichtete Fischzuchtstation |
| 5     | Bayfield Historic District       | Bayfield Historic District     | 1980 ID-Nr. 80000106 | WI J und WI 13 46° 48′ 43″ N, 90° 49′ 7″ W                                            | Bayfield              | Aus 60 Blocks bestehendes Areal im Zentrum Bayfields |
| 6     | Booth Cooperage                  | Booth Cooperage                | 1976 ID-Nr. 76000049 | 1 East Washington Street 46° 48′ 45″ N, 90° 48′ 45″ W                                 | Bayfield              | Um das Jahr 1900 errichtete Fischhalle |
| 7     | Frank Boutin, Jr. House          | Frank Boutin, Jr. House        | 1974 ID-Nr. 74000056 | 7 Rice Street 46° 48′ 50″ N, 90° 48′ 49″ W                                            | Bayfield              | 1908 im Queen Anne-Stil errichtetes Wohnhaus |
| 8     | Christ Episcopal Church          | Christ Episcopal Church        | 1974 ID-Nr. 74000057 | 121-125 North 3rd Street 46° 48′ 46″ N, 90° 49′ 7″ W                                  | Bayfield              | 1870 im Carpenter Gothic genannten Baustil errichtete erste Episkopalkirche im nördlichen Wisconsin |
| 9     | Forest Lodge                     |                                | 2002 ID-Nr. 02000031 | Garmisch Road 46° 12′ 17″ N, 91° 6′ 32″ W                                             | Namekagon             | Aus 16 Gebäuden bestehendes Jagdanwesen am Namekagon Lake |
| 10    | Forest Lodge Library             | Forest Lodge Library           | 2001 ID-Nr. 01000735 | 13450 County Highway M 46° 12′ 28″ N, 91° 17′ 29″ W                                   | Cable                 | 1926–1926 als Blockhütte errichtete Bibliothek am Namekagon Lake |
| 11    | Herbster Community Center        | Herbster Community Center      | 1997 ID-Nr. 97000888 | Kreuzung von Lenawee Road, South, Lenawee Road und WI 13 46° 49′ 51″ N, 91° 15′ 43″ W | Herbster              | 1939–1940 von der Works Progress Administration errichtetes Rathaus und Versammlungsgebäude |
| 12    | Hokenson Fishing Dock            | Hokenson Fishing Dock          | 1976 ID-Nr. 76000050 | Am Ufer der Little Sand Bay 46° 56′ 48″ N, 90° 53′ 29″ W                              | Bayfield              | 1927 errichtete Anlegestelle der Brüder Hokensen, die zwischen den 1920er und 1950er Jahren hier en Fischfang- und Verarbeitungsgewerbe betrieben |
| 13    | Island Lake Camp                 |                                | 1982 ID-Nr. 82000629 | Island Lake Road 46° 23′ 11″ N, 91° 31′ 50″ W                                         | Drummond              | |
| 14    | Lake Owen Archeological District |                                | 2012 ID-Nr. 12000333 | Adresse nicht veröffentlicht                                                          | Umgebung von Drummond | |
| 15    | Old Bayfield County Courthouse   | Old Bayfield County Courthouse | 1974 ID-Nr. 74000058 | Washington Street zwischen 4th Street und 5th Street 46° 48′ 47″ N, 90° 49′ 13″ W     | Bayfield              | 1884 aus Sandstein in einem Stilmix aus Neuromanik und Neoklassizismus errichtetes früheres Justiz- und Verwaltungsgebäude des Bayfield County; 1992 wurde der County Seat nach Washburn verlegt und das Gebäude abwechselnd als Schule, Kriegsgefangenenlager und Lager genutzt; heute Verwaltungsgebäude des Apostle Islands National Lakeshore |
| 16    | OTTAWA (Schiffswrack)            | OTTAWA (Schiffswrack)          | 1992 ID-Nr. 92000594 | Vor dem Nordrand der Red Clipp Bay 46° 53′ 8″ N, 90° 45′ 39″ W                        | Town of Russell       | 1881 in Chicago gebauter Schlepper; 1909 in Brand geraten und gesunken |
| 17    | John and Justina Palo Homestead  |                                | 2002 ID-Nr. 02001007 | 71055 Muskeg Road 46° 36′ 19″ N, 91° 28′ 12″ W                                        | Town of Oulu          | Zwischen 1910 und 1949 von finnischen Einwanderern errichtetes Wohnhaus inklusive Sauna |
| 18    | Pureair Sanatorium               |                                | 1981 ID-Nr. 81000034 | Sanetarium Road 46° 47′ 27″ N, 90° 50′ 50″ W                                          | Bayfield              | Zwischen 1918 und 1923 errichtete Tuberkulosestation |
| 19    | SEVONA                           | SEVONA                         | 1993 ID-Nr. 93000229 | nordöstlich von Sand Island 47° 0′ 28,6″ N, 90° 54′ 7,4″ W                            | Bayfield              | 1890 gebauter Erzfrachter; 1905 gesunken |
| 20    | Sevona Cabin                     |                                | 1976 ID-Nr. 76000051 | Sand Island 46° 57′ 48,4″ N, 90° 56′ 14,6″ W                                          | nördlich von Bayfield | Das Haus wurde aus Wrackteilen der Sevona errichtet |
| 21    | Shaw Farm                        |                                | 1976 ID-Nr. 76000052 | Sand Island 46° 57′ 47″ N, 90° 56′ 3″ W                                               | nördlich von Bayfield | 1871 errichtete erste Hütte auf der Insel, um die herum eine Farm entstand |
| 22    | Washburn Public Library          | Washburn Public Library        | 1984 ID-Nr. 84003621 | Washington Avenue Ecke West 3rd Street 46° 40′ 22″ N, 90° 53′ 43″ W                   | Washburn              | 1904 im neoklassizistischen Stil errichtete Carnegie-Bibliothek, die noch heute in Betrieb ist |